# Пісенні крила Чураївни
«Пісенні крила Чураївни» — Відкритий мистецький фестиваль-конкурс вокально-хорового мистецтва пам'яті Раїси Кириченко.

## Опис
14 жовтня щороку організовує фестиваль Мала академія мистецтв імені Раїси Кириченко.
Фестиваль проводиться дистанційно онлайн (з 2020 — у зв'язку з пандемією COVID-19, з 2022 — у зв'язку з повномасштабним вторгненням Росії в Україну).
Конкурс позиціонувався як Міжнародний, Всеукраїнський та Обласний.
Голова журі:
- 2016, 2018 — Прокопов Сергій Миколайович[17].

У 2021 році проведено XII-й.

### Номінації
- Естрадний вокал
- Академічний вокал
- Народний вокал»
- Ансамбль малого складу
- Ансамбль великого складу
- Хорові колективи

## Учасники
Учасниками є аматорські колективи та виконавці без обмеження за віком.
У 2024 році брали участь 140 учасників з різних областей України.